# 维韦斯 (东比利牛斯省)
维韦斯（法語：Vivès，法語發音：[vivɛs] ⓘ）是法国东比利牛斯省的一个市镇，属于塞雷区。

## 地理
维韦斯（42°31'42"N, 2°45'50"E）面积11.07 平方千米，位于法国奧克西塔尼大區东比利牛斯省，该省份为法国大陆部分最南部的省份，涵盖了北加泰罗尼亚，北起奥德省，西接阿列日省和安道尔，南与西班牙接壤，东临地中海。
与维韦斯接壤的市镇（或旧市镇、城区）包括：约罗、帕萨、圣让普拉德科尔、塞雷、奥姆斯。

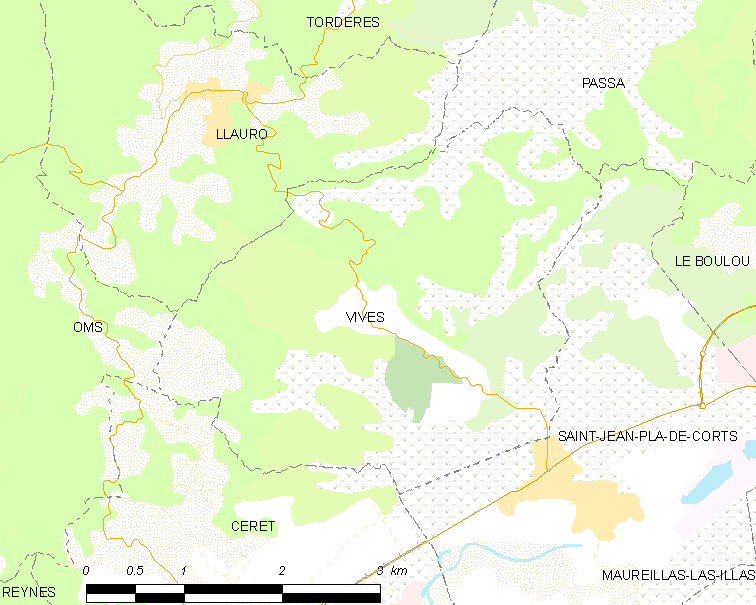
的OSM定位图

维韦斯的时区为UTC+01:00、UTC+02:00（夏令时）。

## 行政
维韦斯的邮政编码为66490，INSEE市镇编码为66233。

## 政治
维韦斯所属的省级选区为瓦莱斯皮尔-阿尔贝拉县。

## 人口

1962-2008年间人口变化图示

维韦斯于2022年1月1日时的人口数量为182人。